# John Stuart (1er marquis de Bute)
Pour les articles homonymes, voir John Stuart et Stuart.
John Stuart (30 juin 1744 - 16 novembre 1814) est un noble britannique, diplomate et homme politique, membre de la Chambre des communes de 1766 à 1776.

## Jeunesse

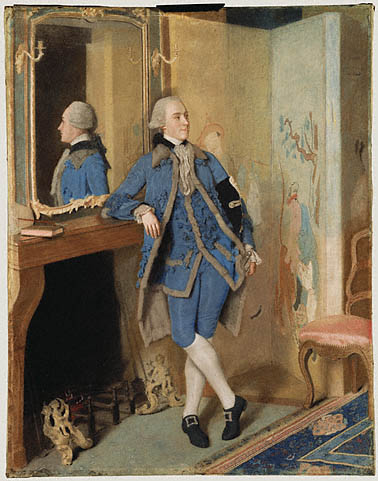
Portrait de Lord Mount Stuart à 19 ans par Jean-Étienne Liotard, 1763

Il est né à Mount Stuart House sur l'île de Bute, fils du premier ministre John Stuart (3e comte de Bute) et de son épouse Mary Wortley Montagu. Il fait ses études à la Harrow School et au Winchester College. Il est allé à l'Université d'Oxford, où il a suivi des cours particuliers de James Bladen. Le diplôme de DCL, qui lui est décerné par l'université en 1793, est honorifique,.
Vers 1757, le philosophe Adam Ferguson commence à enseigner à Stuart.

## Carrière politique
Lord Mount Stuart est élu député conservateur de Bossiney lors d'une élection partielle en 1766. Il est réélu aux Élections générales britanniques de 1768 et 1774. Le 2 novembre 1775, il annonce à la Chambre des communes son intention de présenter un projet de loi visant à créer une milice en Écosse et, au cours des mois suivants, James Boswell participa à la recherche d'un soutien pour le projet de loi en Écosse. En mars 1776, le projet de loi est débattu mais échoua finalement. Il quitte la Chambre des communes en 1776 lorsqu'il est élevé au rang de pair de Grande-Bretagne sous le nom de baron Cardiff, du Château de Cardiff dans le comté de Glamorgan. Bien que ce titre est utilisé, il continue à être connu par son titre de courtoisie de Lord Mount Stuart (Il a été classé plus haut dans l’ordre de préséance en tant qu’héritier d’un comté, qu’en tant que baron substantif). Il est Lord Lieutenant de Glamorgan de 1772 à 1793 et de 1794 à sa mort.
En 1779, Lord Mount Stuart est admis au Conseil privé et envoyé en tant qu'ambassadeur à la cour de Turin. Il est ambassadeur en Espagne en 1783. Il occupe le poste de vérificateur des avances de 1781 jusqu'à la suppression du poste en 1785, où il a reçu une indemnité de 7 000 £. Il est le premier Lord Lieutenant du Buteshire de 1794 jusqu'à sa mort.
Lord Mount Stuart succède à son père comme comte en 1792. En 1794, il est créé vicomte Mountjoy, dans l'île de Wight, comte de Windsor et marquis de Bute. Les titres Mountjoy et de Windsor ont été reconnus comme la baronnie de Mountjoy et la vicomté de Windsor précédemment détenues par son beau-père, le 2e vicomte Windsor, et avaient tous deux disparu à la mort de Herbert Windsor (2e vicomte Windsor) en 1758. Lord Bute a été intronisé comme membre de la Royal Society le 12 décembre 1799 .

## Famille

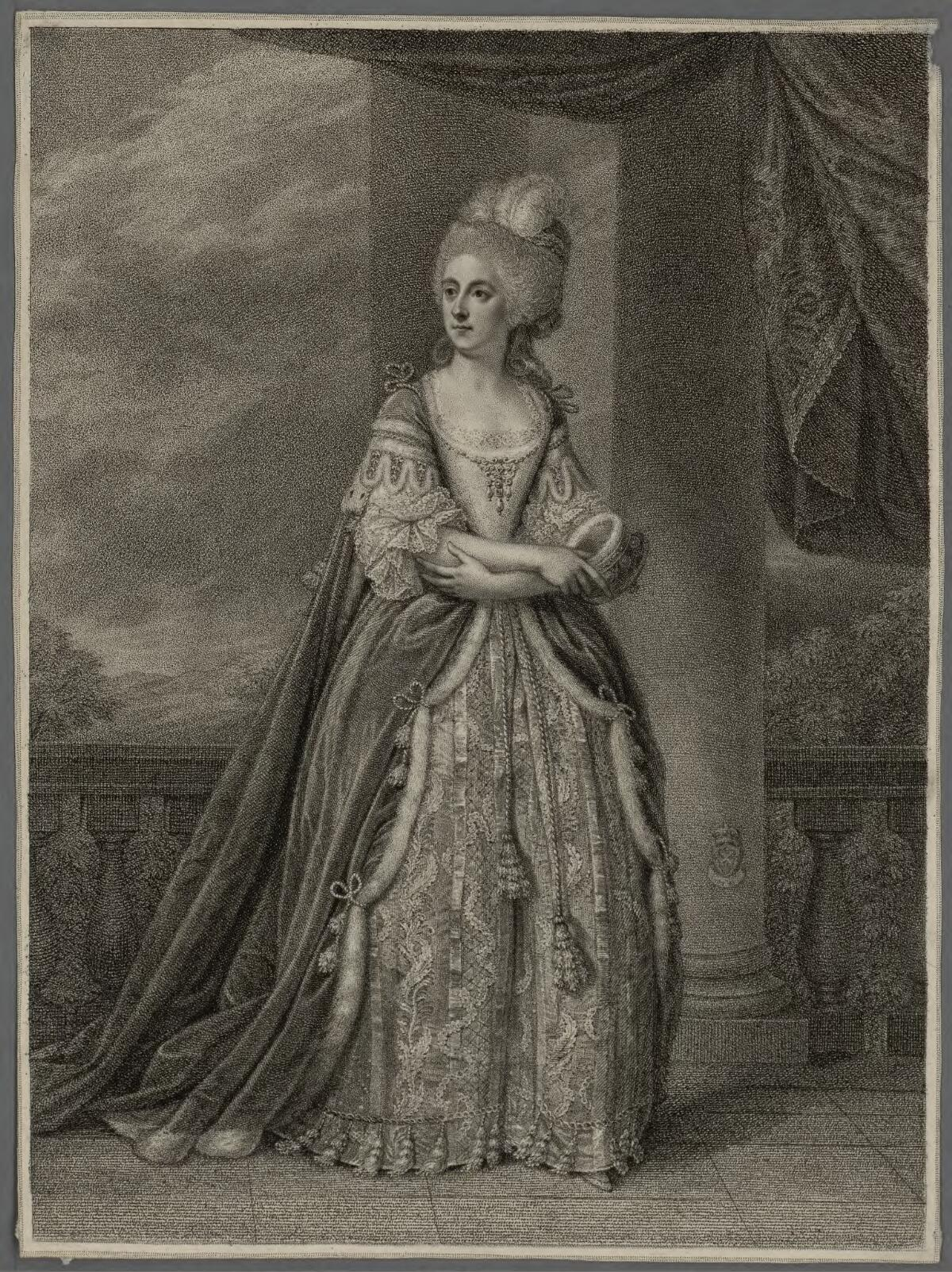
Charlotte Jane Stuart, marquise de Bute, gravure des années 1790

Lord Mount Stuart épouse le 12 novembre 1766 une héritière, Charlotte Hickman-Windsor (1746-1800), fille de Herbert Hickman-Windsor, 2e vicomte de Windsor. Ils ont sept fils et deux filles dont :
- John Stuart, Lord Mount Stuart (25 septembre 1767 - 22 janvier 1794), dont le fils devient 2e marquis
- Evelyn Stuart (1773-1842), colonel de l'armée
- Charlotte Stuart (vers 1775 - 5 septembre 1847), mariée à Sir William Homan, 1er baronnet
- Henry Stuart (7 juin 1777 - 19 août 1809), père de Henry Villiers-Stuart (1er baron Stuart de Decies)
- William Stuart (1778-1814) (18 novembre 1778 - 28 juillet 1814)
- Le contre-amiral George Stuart (1er mars 1780 - 19 février 1841)

Charlotte est décédée le 28 janvier 1800. Il épouse ensuite Frances Coutts, fille de Thomas Coutts, le 17 septembre 1800. Ils ont deux enfants:
- Frances Stuart (décédée le 29 mars 1859) qui épousa Dudley Ryder (2e comte de Harrowby)
- Dudley Stuart (11 janvier 1803 - 17 novembre 1854)

Sa seconde épouse lui survit et meurt le 12 novembre 1832.